# Vestrefjorden
Vestrefjorden er en fjordarm af Midfjorden i Haram kommune på Sunnmøre i  i Møre og Romsdal fylke i Norge. Fjorden går 3,5 kilometer mod syd til gården Vestre. Bygden Vestrefjord ligger i fjorden, som har indløb mellem Båtsteinen i vest og Eikeneset i øst. På østsiden af fjorden ligger blandt andet gårdene Eik og Byrkjevoll. På vestsiden ligger gården Langset.
Fylkesvej 661 går langs hele fjorden. Fjorden er omtrent 400 meter bred og dybden er 26 meter på det dybeste.
Langs fjorden kan man se tydelige spor efter den sidste istid. 40 de Geer-moræner ligger på rad og række langs hele fjorden.
Afgrænset af et smalt tidevandssund, er den inderste del af fjorden en brakvandsdam. Her er store områder tørlagt ved lavvande. Videre udover fjorden er der flere fjordtærskler.
Om foråret kommer der som regel   store mængder sild  ind i Vestrefjorden og gyder.